# مالیفت ایر
مالیفت ایر (به انگلیسی: Malift Air) یک شرکت هواپیمایی است که در ۱۹۹۵ میلادی تأسیس شده‌است. دفتر مرکزی مالیفت ایر در کینشاسا، جمهوری دموکراتیک کنگو واقع شده‌است و قطب این شرکت هواپیمایی در فرودگاه ان دولو قرار دارد.